# Conchi (Aruba)
Conchi (también conocida en  papiamento: Cura di Tortuga y alternativamente Natural Pool) es una piscina natural de agua ubicado en una zona muy remota en el norte de la isla de Aruba un territorio que tiene el estatus de País autónomo del Reino de los Países Bajos en el sur del mar Caribe cerca de Venezuela. El espacio natural fue formado por las rocas y círculos de piedras volcánicas. El terreno accidentado que rodea la piscina hace que sea accesible solo por vehículos tipo tracción a cuatro ruedas, vehículos todo terreno, a caballo o a pie. Hay un sendero rústico que conduce hasta el lugar desde la entrada del parque.